# Helena Macher
Helena Macher (17 de octubre de 1937) es una deportista polaca que compitió en luge. Ganó una medalla de bronce en el Campeonato Europeo de Luge de 1967, en la prueba individual.

## Palmarés internacional
| Campeonato Europeo | Campeonato Europeo | Campeonato Europeo | Campeonato Europeo |
| Año                | Lugar              | Medalla            | Prueba             |
| ------------------ | ------------------ | ------------------ | ------------------ |
| 1967               | Königssee (RFA)    | Medalla de bronce  | Individual         |